# Fa (mytologi)
Fa är hos Beninfolket i Afrika den store anden och oraklet som ser allt, idag och i framtiden.
De spåmän som är associerade med Fa tolkar hans vilja genom att kasta palmnötter, och Fas hem beskrivs som ett himmelskt palmträd.
Namnet "Fa" är en förkortning av yorubafolkets Ifa.